# شاهزاده والیانت (فیلم ۱۹۵۴)
شاهزاده والیانت (انگلیسی: Prince Valiant) یک فیلم ماجراجویی آمریکایی محصول سال ۱۹۵۴ به کارگردانی هنری هاتاوی و تهیه‌کنندگی رابرت ال جکس از کمپانی فاکس قرن بیستم است. این فیلم بر اساس کمیک استریپ روزنامه‌ای به همین نام توسط هال فاستر ساخته شده و بازیگرانی چون جیمز میسون، جنت لی، رابرت واگنر، دبرا پاجت و استرلینگ هایدن به ایفای نقش پرداخته‌اند.